# Elmo de Negau

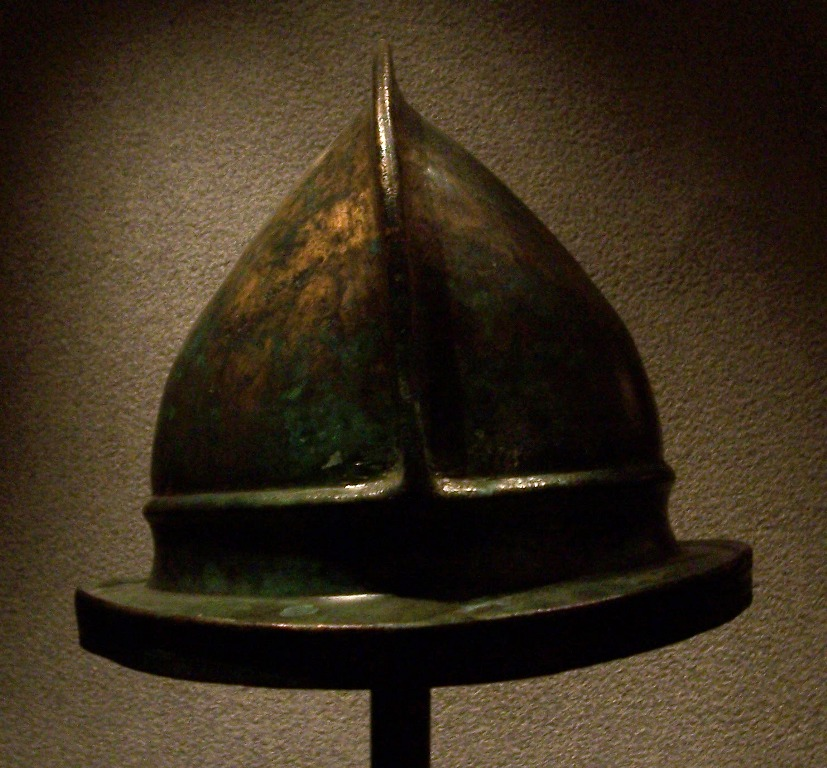
Museu de Santa Júlia, Bréscia

Elmo de Negau refere-se a um dos 28 elmos de bronze (23 dos quais estão preservados) que datam de por volta de 200 a.C., descobertos em 1811 num depósito em Zenjak, próximo a Negau (atual Negova), na Eslovênia. Os elmos têm o típico formato 'vetulônico' etrusco, por vezes descrito como tipo Negau. Foram enterrados por volta de 50 a.C., pouco antes da invasão romana da região.

Num dos elmos ("Negau B") existe uma inscrição num alfabeto etrusco setentrional. Não se sabe se ela foi feita na época da manufatura do capacete, ou se ela foi adicionada posteriormente. Seu conteúdo, ///, pode ser lido como harikastiteiva\\\ip.
Diversas interpretações a respeito do significado da inscrição foram oferecidos no passado; as mais recentes indicam que o texto se refere a 'Harigast o sacerdote' (de *teiwaz, "deus"), como outro elmo com inscrições descoberto no mesmo local apresentava diversos nomes (a maioria celtas) seguidos por títulos religiosos. Harigast, nome germânico que é praticamente a única unanimidade entre os estudiosos do texto, é uma evidência da mudança sonora germânica, provavelmente a mais antiga já atestada, antecedendo o depoimento de Tácito em pelo menos dois séculos.
Uma interpretação oferecida referia-se a Hariχas Titieva, um nome próprio rético, com o primeiro elemento de origem indo-europeia (venética, e não germânica), e o segundo etrusco.
As quatro inscrições discretas no elmo conhecido costumeiramente como "Negau A" foram interpretadascomo: Dubni banuabi, 'de Dubnos o matador de porcos'; sirago turbi, 'sacerdote astral da tropa'; Iars'e esvii, 'Iarso o adivinho'; e Kerup, provavelmente uma abreviação de um nome celta, como Cerubogios.
Elmos do tipo Negau costumavam ser vestidos por sacerdotes no período em que foram enterrados, e por este motivo especula-se que tenham sido colocados no local por motivos cerimoniais. A vila de Zenjak teve muito interesse para os arqueólogos nazistas, e chegou a se chamar Harigast por um breve período durante a Segunda Guerra Mundial. Ainda não foi realizada uma escavação adequada no sítio.